# Пол Самсон (ватерполіст)
Пол Самсон (англ. Paul Samson, 12 червня 1905 — 10 лютого 1982) — американський плавець.
Учасник Олімпійських Ігор 1928 року.